# Мерло (Богодухівська міська громада)
Ме́рло — село у Богодухівській міській громаді Богодухівського району Харківської області України.
- Поштове відділення: Мерлянське

## Географія
Село Мерло знаходиться на лівому березі річки Мерла, витягнувшись уздовж русла приблизно на 3 км. Є мости. Нижче за течією примикає село Філатове, на протилежному березі розташовані села Шигимажине і Малижине.

## Історія
- Село Мерло засноване в 1806 році.
- 12 червня 2020 року, відповідно до розпорядження Кабінету Міністрів України № 725-р «Про визначення адміністративних центрів та затвердження територій територіальних громад Харківської області», село увійшло до Богодухівської міської громади[1].
- 19 липня 2020 року, в результаті адміністративно-територіальної реформи та ліквідації Богодухівського району (1923—2020), село увійшло до складу новоутвореного Богодухівського району Харківської області[2].

## Відомі люди
Уродженцями села є:
- Загорулько Дмитро Сергійович (1915—1944) — Герой Радянського Союзу.
- Свіч Василь Антонович (1937—2018) — радянський та український радіофізик, доктор фізико-математичних наук, професор, у 1993—1998 — ректор Харківського університету.